# Sherwin-Williams

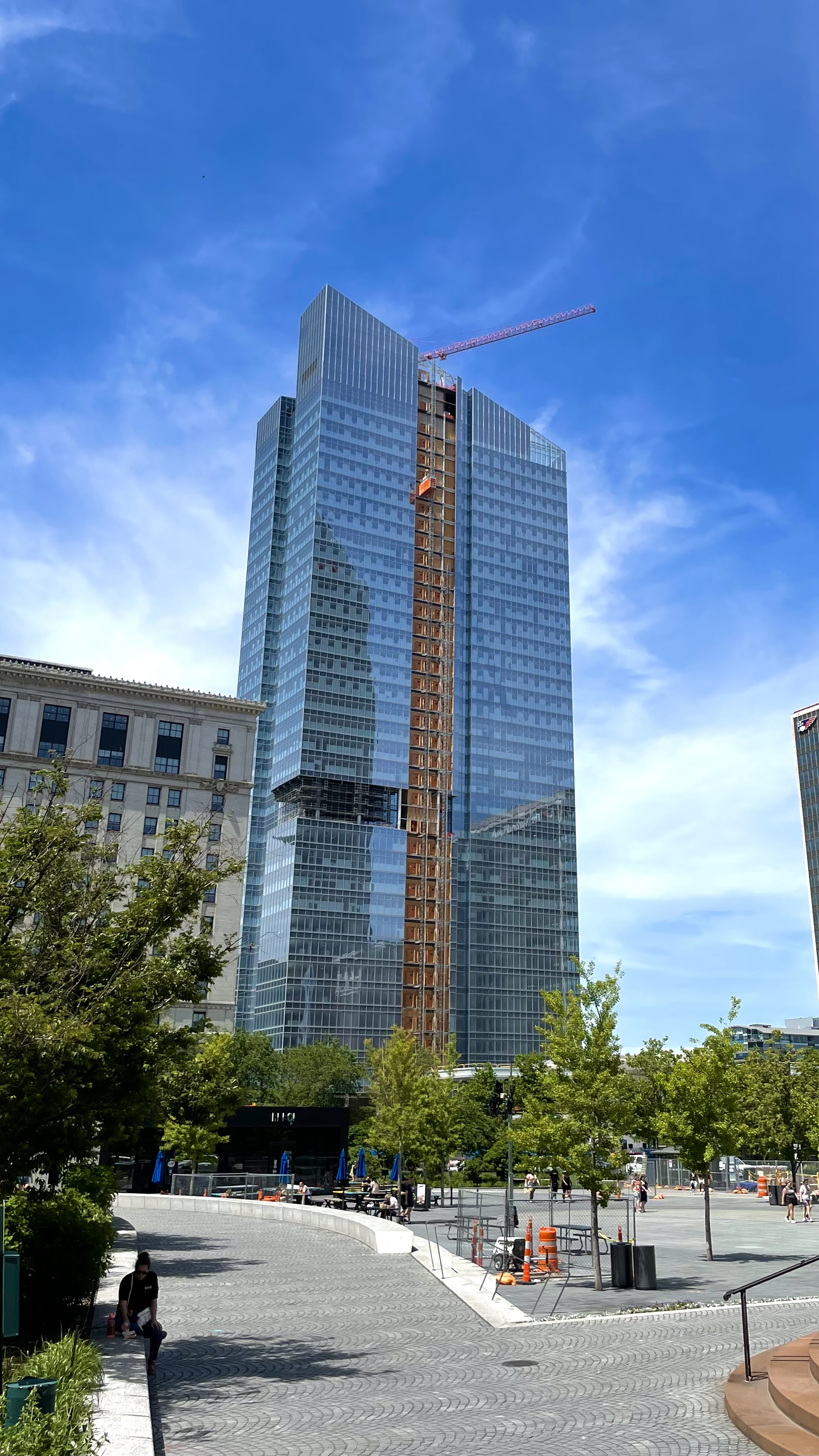
Sherwin-Williams Zentrale in Ohio

Sherwin-Williams ist ein weltweit aktives Unternehmen in der Beschichtungsbranche mit einer über 150-jährigen Tradition. Gegründet von Henry Sherwin und Edward Williams im Jahr 1866 in Cleveland, Ohio, entwickelte das Unternehmen eine Vielzahl von innovativen Produkten, darunter die erste vorgemischte Farbe und eine wiederverschließbare Farbdose. Sherwin-Williams gilt heute als der größte Hersteller von Farben und Beschichtungen weltweit, mit einem breiten Produktportfolio, das sowohl Endverbraucher als auch industrielle und gewerbliche Kunden bedient.
Im Jahr 1894 führte Sherwin-Williams mit Q.D. Coach Colors ein schnelltrocknendes Produkt auf Pastenbasis ein. Der Begriff „Q.D.“ stand für „Quick Dry“ (schnell trocknend). In den darauffolgenden Jahren wurde das Sortiment kontinuierlich erweitert, darunter Grundierungen, Füller, Farben und Lacke für verschiedene Ausrüstungen. Mitte der 1950er Jahre entwickelte das Unternehmen das erste Acryllacksystem der Branche, das die Schnelligkeit eines Lacks mit den verbesserten Eigenschaften einer Lackierung kombinierte. Bis 1970 verfügte Sherwin-Williams über 50 Servicezentren für Autolacke in den USA. Heute betreibt das Unternehmen ein Netzwerk von mehr als 180 Filialen. 2017 wurde Valspar übernommen.
Das Unternehmen betreibt weltweit über 4.900 Standorte. Zu den führenden Marken gehören unter anderem Sherwin-Williams, Ultra 9K, DeBeer Refinish, Octoral, Spralac, Arti, Valspar, HGTV HOME by Sherwin-Williams, Dutch Boy, Krylon, Minwax, Thompson's Water Seal, Cabot. Als erster großer Lackhersteller setzte das Unternehmen europaweit die vollautomatische Farbmischmaschine Alfa ein, welche mittlerweile auch von anderen Herstellern verwendet wird. Sherwin-Williams ist Lieferant von Autolacken und Beschichtungen für die Formel-1-Fahrzeuge des Mercedes-AMG PETRONAS Formel-1-Teams.